# Birger Sörvik
Knut Birger Sörvik (ur. 4 grudnia 1879 w Göteborgu, zm. 23 maja 1978 tamże) – szwedzki sportowiec, olimpijczyk, brat Haakona i Leifa.
Na Igrzyskach wystąpił w ich letniej edycji z 1908 w Londynie, gdzie zdobył złoty medal w drużynowych zawodach gimnastycznych.